# Only Love Remains
Only Love Remains (englisch für „Nur die Liebe bleibt“) ist ein Lied des britischen Musikers Paul McCartney, das 1986 als Single A-Seite veröffentlicht wurde. Komponiert wurde es von Paul McCartney.

## Hintergrund
Paul McCartney sagte im Oktober 1986 gegenüber dem Sound on Sound Magazin über die Entstehung des Liedes: „Die Leute fragen mich, ob ich das Gefühl habe, dass ein Album ohne eine Ballade unvollständig ist, und ich denke, das ist es ein bisschen. Ich weiß, dass es Leute gibt, die sie mögen, die sich unweigerlich zu diesem speziellen Track hingezogen fühlen ... Leute, die das Album gehört haben, sagen: 'Das ist der McCartney, den ich mag.' Also mache ich es für sie und für mich selbst, weil ich von Natur aus ziemlich romantisch bin. Es ist nicht so sehr das Gefühl 'Jetzt müssen wir die obligatorische Ballade machen', es ist eher so, dass ich sie schreiben kann, und ich mag sie.“
Das Orchesterarrangement stammt von Tony Visconti, der 1973 die gleiche Aufgabe auf dem Album Band on the Run von Wings übernommen hatte. Visconti erinnerte sich: „Als der Tag der Aufnahmen kam, ließ Paul die etwa 30 Musiker mit dem Bus nach Sussex bringen. Der Plan war, morgens sicherheitshalber eine Rhythmusspur aufzunehmen und nachmittags die Orchesterinstrumente zu overdubben. Als das geschafft war, nahmen wir das gesamte Ensemble auf, wobei Paul sang und live spielte. Die Musiker des Orchesters verbrachten den Vormittag und die Mittagszeit in der örtlichen Kneipe und waren gut „eingeschmiert“, als wir gegen 14:30 Uhr nach ihnen schickten. Wir haben uns um den Overdub gekümmert und uns dann auf die Live-Performance vorbereitet. Ich stand neben ihm, während er Klavier spielte und sang, während ich das Orchester dirigierte; es war, als hätte ich mein eigenes privates McCartney-Konzert.“
Von Only Love Remains gibt es zwei verschiedene Versionen. Die 7″- und 12″-Vinyl-Single enthält einen 4:11-Mix von Jim Boyer, der auch noch weitere Instrumentierungen hinzufügte. Die Abmischung der Albumversion stammt vom Produzenten Hugh Padgham.
Only Love Remains war die dritte Singleauskopplung aus dem Album Press to Play und erreichte Platz 34 in den Charts in Großbritannien. In den USA und in Deutschland konnte sich die Single nicht platzieren.
Für das Lied Only Love Remains wurde am 19. November 1986 in den Pinewood Studios ein Musikvideo unter der Regie von Maurice Philipps produziert. In dem Video wirken neben Paul und Linda McCartney unter anderen Eric Stewart und Gordon Jackson mit.
Am 24. November 1986 trat McCartney in der Royal Variety Show auf um seine neue Single zu promoten, die Musiker waren Linda McCartney und Tessa Niles (Hintergrundgesang), Eric Stewart (Gitarre), Jamie Talbot (Saxophon), Graham Ward (Schlagzeug), Preston Heyman (Perkussion) und Nick Glennie-Smith (Synthesizer). Sie Show wurde am 29. November auf BBC 1 übertragen.

## Aufnahme

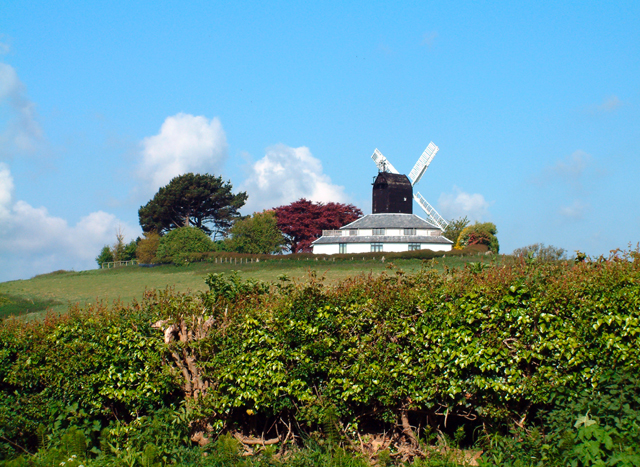
Im Hogg Hill Mill Studio wurden die Aufnahmen eingespielt

Die Aufnahmesessions inklusive Overdubs für Only Love Remains fanden laut Tony Visconti im Frühsommer 1985 in McCartneys eigenem Hogg Hill Mill Studio in Sussex statt, wobei Hugh Padgham und Paul McCartney als Produzenten fungierten. Die Abmischung erfolgte zwischen dem 14. und 18. April 1986, wiederum im Hogg Hill Mill Studio.
Besetzung:
- Paul McCartney: Gesang, Akustische Gitarre, Klavier, Synthesizer
- Linda McCartney: Hintergrundgesang
- Eric Stewart: Akustische Gitarre, Hintergrundgesang
- Ray Cooper: Marimba, Tamburin
- Simon Chamberlain: Synthesizer Bass
- John Bradbury: Violine
- Graham Ward: Schlagzeug
- Kate Robbins und Ruby James: Hintergrundgesang
- Tony Visconti: Arrangeur
- Orchester: unbekannte Musiker

## Coverversionen
Es gibt eine bekannte Coverversion von Only Love Remains.

## Veröffentlichung
- Die dritte Singleauskopplung in den USA und Europa war Only Love Remains (Remix) / Tough on a Tightrope und wurde am 1. Dezember 1986 in Großbritannien am 19. Januar 1987 in den USA veröffentlicht.[4] In Europa erschien zusätzlich noch die 12″-Vinyl-Maxisingle Only Love Remains (Remix) / Tough on a Tightrope (Long Remix) / Talk More Talk (Remix).[5] Die neue Abmischung von Only Love Remains erfolgte von Jim Boyer. Tough on a Tightrope (Long Remix) wurde von Julian Mendelsohn abgemischt, während Talk More Talk (Remix) von Paul McCartney und Jon Jacobs neu abgemischt wurde. In den USA wurden 7″-Vinyl-Promotionsingles[6] hergestellt, die auf beiden Seiten die normale Singleversion enthalten. In Großbritannien wurde noch eine limitierte Doppelsingle veröffentlicht, so wurde Only Love Remains  noch die Single Mull of Kintyre/  Girls’ School beigelegt.[7]
- Am 9. August 1993[8] wurde die CD Press to Play in einer von Peter Mew remasterten Version mit zwei weiteren Bonusstücken veröffentlicht.[9]
- Am 2. Dezember 2022 wurde die Singlebox The 7″ Singles Box veröffentlicht, die auch Only Love Remains (Remix) enthält. Dieser Remix enthält ein anderes Saxophonsolo und das Schlagzeug wurde mehr in den Vordergrund gemischt.